# Anolis mariarum
Anolis mariarum (плямистий аноліс) — вид ігуаноподібних ящірок родини анолісових (Dactyloidae). Ендемік Колумбії.

## Поширення і екологія
Плямисті аноліси мешкають в горах Центрального хребта Колумбійських Анд в департаменті Антіокія. Вони живуть у вологих гірських тропічних лісах, на узліссях, у вторинних лісах, в парках і садах. Зустрічаються на висоті від 1300 до 2900 м над рівнем моря.